# Türkvizyon Song Contest
Der Türkvizyon Song Contest (türkisch Türkvizyon Türk Dünyası Şarkı Yarışması), auch bekannt als Turkvision Song Contest im Englischen oder schlicht Türkvizyon, ist ein Musikwettbewerb, der durch den türkischen Musiksender TMB TV gegründet und durch das Format des Eurovision Song Contest inspiriert wurde. Die erste Ausgabe fand Ende 2013 in Eskişehir in der Türkei statt. Das Semifinale mit allen 24 Teilnehmern fand am 19. Dezember, das Finale am 21. Dezember 2013 mit zwölf Teilnehmern statt. Länder und Regionen mit Turksprachen und Turkvölkern sowie seit 2015 einzelne Volksgruppen ohne festgelegtes Siedlungsgebiet dürfen am Wettbewerb teilnehmen. 2016 wurde der Wettbewerb wegen des Putschversuchs in der Türkei auf das Folgejahr verschoben und schließlich ganz abgesagt. 2020 wurde der Wettbewerb wiederbelebt, bedingt durch die COVID-19-Pandemie wurde der Wettbewerb allerdings online ausgetragen. Seitdem fand keine weitere Austragung statt.

## Format

Teilnehmer seit 2013:
Hat mindestens einmal teilgenommen
Hat zusammen mit einer anderen Region zumindest einmal teilgenommen
Hat nie teilgenommen, obwohl die Teilnahme möglich wäre
War nominiert, aber hat die Teilnahme zurückgezogen

Türkvizyon ist ein jährlich im Dezember stattfindender Wettbewerb, der durch die Organisation TÜRKSOY in Kooperation mit dem türkischen Musiksender TMB TV kreiert wurde. Basierend auf dem ähnlichen Format des Eurovision Song Contest fokussiert sich der Wettbewerb auf die Turkvölker aus den teilnehmenden Ländern und Regionen. Alle Teilnehmer müssen zu Beginn im Semifinale antreten. Ein Juror in jedem Land vergibt 1–10 Punkte an jedes andere Land außer das eigene. Die zwölf Länder mit der höchsten Punktzahl erreichten 2013 das Finale. 2014, als es Ungereimtheiten bei der Abstimmung gab, zogen insgesamt 15 der 25 Teilnehmer in das Finale ein. Für 2015 hatte man sich entschieden, insgesamt 14 Finalisten zuzulassen. TÜRKSOY hatte bekräftigt, dass es Pläne zur Einführung eines Televotings in der Zukunft gibt, was aber aufgrund fehlender Vorwahlen russischer Regionen oder nicht international anerkannter Gebiete schwer umzusetzen ist. Im Gegensatz zum Eurovision Song Contest, bei dem der Sieger den nächsten Wettbewerb austrägt, wurde bei der Türkvizyon üblicherweise die Stadt mit dem Titel Türkische Kulturhauptstadt als Austragungsort ausgewählt. 2015 bildete dabei eine Ausnahme, da eigentlich die Stadt Mary in Turkmenistan statt Istanbul als Türkische Kulturhauptstadt 2015 Austragungsort gewesen wäre. 2020 wurde der Wettbewerb online aus Istanbul übertragen.

## Teilnehmer
Interpreten aus Ländern und Regionen mit Turksprachen und großer Anzahl an Einwohnern, die einem der Turkvölker angehören, wie etwa die Krim, Karatschai-Tscherkessien oder die Türkei, aber auch Länder mit einer historischen und/oder kulturellen Verbindung zur turksprachigen Welt, wie z. B. Bosnien-Herzegowina oder Serbien, dürfen teilnehmen. Es haben 38 Länder, Regionen oder Volksgruppen mindestens einmal teilgenommen, von Deutschland in Mitteleuropa bis Jakutien im äußersten Nordosten Russlands.
2015 zogen sich insgesamt elf Teilnehmer aus Russland zurück, da sie aufgrund der anhaltenden Spannungen zwischen der Türkei und Russland dazu angehalten wurden, jegliche Zusammenarbeit mit dem Veranstalter TÜRKSOY zu beenden.
2020 nahm die Volksgruppe der Nogaier zum ersten Mal teil, vertreten durch das russische Föderationssubjekt Stawropol.
| Land                                                        | Teilnahmen                 | Bester Platz | Siege | Rundfunkanstalt bzw. teilnehmende Organisation |
| ----------------------------------------------------------- | -------------------------- | ------------ | ----- | ---------------------------------------------- |
| Albanien                                                    | 3 (2014, 2015, 2020)       | 08.          | 0     | RTSH, Tring TV                                 |
| Altai (Russland)                                            | 1 (2013)                   | 05.          | 0     | STRC "Berge von Altai"                         |
| Aserbaidschan                                               | 4 (2013, 2014, 2015, 2020) | 01.          | 1     | ATV Aserbaidschan                              |
| Baschkortostan (Russland)                                   | 3 (2013, 2014, 2020)       | 03.          | 0     | Kuray TV                                       |
| Belarus                                                     | 3 (2013, 2015, 2020)       | 02.          | 0     | BTRC                                           |
| Bosnien und Herzegowina                                     | 4 (2013, 2014, 2015, 2020) | 03.          | 0     | Hayat TV                                       |
| Bulgarien                                                   | 2 (2014, 2015)             | 06.          | 0     | AMTV                                           |
| Chakassien (Russland)                                       | 3 (2013, 2014, 2020)       | 11.          | 0     | WGTRK                                          |
| Deutschland                                                 | 3 (2014, 2015, 2020)       | 08.          | 0     | Türk Show                                      |
| Gagausien (Moldawien)                                       | 4 (2013, 2014, 2015, 2020) | 10.          | 0     | GRT TV                                         |
| Georgien                                                    | 3 (2013, 2014, 2015)       | 16.          | 0     | Kumeo Kartlia TV, Marnueli TV                  |
| Irak                                                        | 4 (2013, 2014, 2015, 2020) | 17.          | 0     | Türkmeneli TV                                  |
| Iran                                                        | 2 (2014, 2015)             | 13.          | 0     |                                                |
| Jakutien (Russland)                                         | 3 (2013, 2014, 2020)       | 02.          | 0     | WGTRK                                          |
| Kabardino-Balkarien und Karatschai-Tscherkessien (Russland) | 2 (2013, 2014)             | nur SF       | 0     | GTRK Kabardino-Balkaria TV Arkhyz 24           |
| Kasachstan                                                  | 4 (2013, 2014, 2015, 2020) | 01.          | 1     | Adam Mediengruppe, Khabar TV                   |
| Kemerowo (Russland)                                         | 1 (2013)                   | nur SF       | 0     | WGTRK                                          |
| Kirgisistan                                                 | 4 (2013, 2014, 2015, 2020) | 01.          | 1     | Piramida TV, KRTK                              |
| Kosovo                                                      | 2 (2013, 2015)             | 12.          | 0     | RTK                                            |
| Krim (Russland)                                             | 2 (2013, 2014)             | 06.          | 0     | TRK Millet                                     |
| Moldau                                                      | 1 (2020)                   | 07.          | 0     |                                                |
| Moskau (Russland)                                           | 2 (2014, 2020)             | 09.          | 0     | WGTRK                                          |
| Nordmazedonien                                              | 4 (2013, 2014, 2015, 2020) | 04.          | 0     | MRT 2                                          |
| Nordzypern                                                  | 3 (2013, 2015, 2020)       | 09.          | 0     | GENC Television                                |
| Polen                                                       | 1 (2020)                   | 18.          | 0     |                                                |
| Rumänien                                                    | 4 (2013, 2014, 2015, 2020) | 18.          | 0     | Alpha TV Media                                 |
| Serbien                                                     | 2 (2015, 2020)             | 13.          | 0     | RTV Novi Pazar                                 |
| Stawropol (Russland)                                        | 1 (2020)                   | 24.          | 0     | Nogaische Jugendunion                          |
| Syrien                                                      | 1 (2015)                   | 05.          | 0     |                                                |
| Tatarstan (Russland)                                        | 3 (2013, 2014, 2020)       | 02.          | 0     | Maydan TV                                      |
| Tjumen                                                      | 1 (2020)                   | 04.          | 0     |                                                |
| Türkei                                                      | 4 (2013, 2014, 2015, 2020) | 03.          | 0     | Kral TV, TMB, ATV Avrupa, Ordu Boztepe TV      |
| Turkmenistan                                                | 1 (2014)                   | 05.          | 0     | Altyn Asyr                                     |
| Tuwa (Russland)                                             | 3 (2013, 2014, 2020)       | 15.          | 0     | WGTRK                                          |
| Uiguren Kasachstans (Kasachstan)                            | 1 (2020)                   | 14.          | 0     |                                                |
| Ukraine                                                     | 4 (2013, 2014, 2015, 2020) | 01.          | 1     | MTRK, Jusnaja Wolna TV, ODTRK Odessa           |
| Usbekistan                                                  | 3 (2013, 2014, 2015)       | 07.          | 0     |                                                |

## Sieger

Sieger der Türkvizyon

| Jahr | Datum              | Stadt             | Teilnehmer | Sieger        | Lied                    | Interpret         | Sprache           | Punkte | Zweiter    |
| ---- | ------------------ | ----------------- | ---------- | ------------- | ----------------------- | ----------------- | ----------------- | ------ | ---------- |
| 2013 | 19. & 21. Dezember | Eskişehir         | 24         | Aserbaidschan | Yaşa                    | Farid Hasanov     | Aserbaidschanisch | 210    | Belarus    |
| 2014 | 19. & 21. November | Kasan             | 25         | Kasachstan    | Izin körem (Ізін көрем) | Schanar Dughalowa | Kasachisch        | 225    | Tatarstan  |
| 2015 | 19. Dezember       | Istanbul          | 21         | Kirgisistan   | Kim bilet (Ким билет)   | Jidesch Idirisowa | Kirgisisch        | 194    | Kasachstan |
| 2020 | 20. Dezember       | Istanbul (online) | 26         | Ukraine       | Tikenli yol             | Natalia Papazoğlu | Gagausisch        | 226    | Jakutien   |

## Bala Türkvizyon Song Contest

Sieger der Bala Türkvizyon

| Jahr | Datum        | Stadt    | Teilnehmer | Sieger        | Lied           | Interpret                   | Sprache           | Punkte | Zweiter    |
| ---- | ------------ | -------- | ---------- | ------------- | -------------- | --------------------------- | ----------------- | ------ | ---------- |
| 2015 | 15. Dezember | Istanbul | 13         | Aserbaidschan | Uşaqlıq illəri | Nuray Rahman & Ahmed Amirli | Aserbaidschanisch | 115    | Kasachstan |